# 옥타브 미르보
옥타브 미르보(프랑스어: Octave Mirbeau, 1848년 2월 16일 ~ 1917년 2월 16일)는 신문기자, 시사논평자, 예술비평가, 소설가, 극작가이며, ‘좋은 시대(벨 에뽀끄Belle Époque)’라 불렸던 시기의 문학계에서 가장 주의를 끌었고 또 가장 독특했던 인물 중 한 사람이다.

## 생애
옥타브 미르보는 유럽에서 대중적 인기를 누리는 동시에 특히 전위 예술가들의 많은 지지를 받았다. 영향력 있는 저널리스트이면서, 전위 예술가들을 옹호하는 예술비평가, 신랄한 풍자문의 저자인 옥타브 미르보는 소설 장르에 혁신적인 변화를 가져왔고, 고전적이면서도 현대적인 극작가로 세계적인 무대에서 큰 성공을 거두기도 했다. 그는 문학 장르, 이론, 학파 등을 무시하는 경향을 지니고 있었다. 그는 모든 문학 장르가 지닌 문화적 제도의 근본적인 문제점을 비판했으며, 정치적으로도 사나운 개인주의자인 동시에 무정부주의자였으며, 전복적이고 파괴적인 성향을 지닌 비판적 지식인의 원형이었다.
1872년 옥타브 미르보는 파리에서 저널리즘에 입문하게 된다. 그 후 12년 간 여러 언론사에서 높은 보수를 받으며 저널리즘에 충성했다. 1883년에는 6개월 간 반(反)기회주의적, 반(反)유태주의 성향을 띠며 각계각층의 지지를 받았던 풍자 잡지 『그리마스Grimaces』를 창간하여 편집장으로 활동했다. 그는 이 잡지 활동을 통해 권력자들의 파렴치한 모습과 공화국의 거짓된 이면을 폭로하고자 했다.

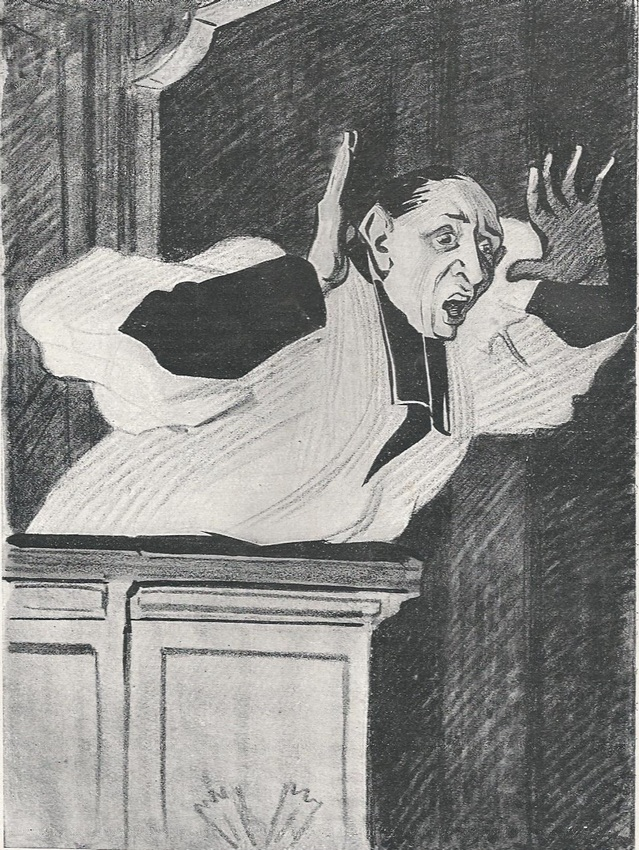
『쥘 신부

1886년 미르보는 『예수의 십자가 Le Calvaire』를 발표하면서 문학에도 입문하게 된다. 특히 1870년 보불전쟁 때 루아르 군단의 와해를 그린 2번째 장으로 인해 이 작품은 스캔들을 일으켰고 민족주의자들의 비난을 받았으며 쥘리에트 아당(Juliette Adam)은 출판을 거부하기도 했다. 훗날 이 소설은 폴 부르제(Paul Bourget)와 같은 몇몇 작가들에게 영감을 주게 된다. 또한 1888년에는 도스토예프스키적 소설 『쥘 신부 L’Abbé Jules』, 1890년에는 그 당시 금기시되었던 주제인 신부들의 청소년 강간에 대해 다룬 『세바스티엥 로크 Sébastien Roch』가 출판되었다. 이와 같은 혁신적인 작품들은 자연주의적 규범과 단절하면서 문학적 전위들과 전문가들의 열렬한 지지를 받는 한편 순응주의자들로부터 비판을 받기도 했다.
1900년대에 들어서면서, 드레퓌스 사건에 적극적으로 참여한 미르보는 높은 판매 부수를 기록한『고문의 뜰 Le Jardin des supplices』(1899)과 『하녀의 일기 Le Journal d’une femme de chambre』(1900)를 발표하면서 다시 한 번 큰 성공을 거두었다. 또한 『신경쇠약 환자의 3주일 Les Vingt et un Jours d’un neurasthénique』(1901) 발표 이후 연극에서도 큰 인기를 누렸다. 대표적인 작품으로는 『사업은 사업이다 Les affaires sont les affaires』(1903), 『기숙사 Foyer』(1908)가 있는데, 이 두 풍자극은 코메디 프랑세즈에서 상연되기도 했다.

## 저서

### 소설

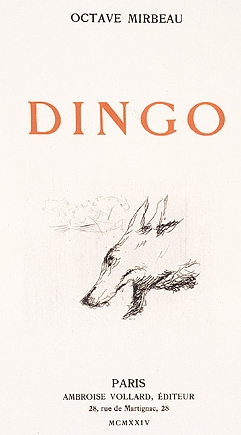
『댕고, 1924

- 『죽을 고생 (Le Calvaire), 1886.
- 『쥘 신부 (L’Abbé Jules), 1888.
- 『세바스티앙 록 (Sébastien Roch), 1890.
- 『고문의 뜰 (Le Jardin des supplices), 1899.
- 『어느 하녀의 일기 (Le Journal d'une femme de chambre), 1900.
- 『신경쇠약 환자의 3주일 (Les Vingt et un Jours d’un neurasthénique), 1901.
- La 628-E8, 1907.
- 『댕고 (Dingo), 1913.
- 『신사 (Un gentilhomme)』, 1920.

### 희곡
- 『나쁜 목동들 (Les Mauvais bergers), 1897.
- 『사업은 사업이다 (Les affaires sont les affaires), 1903.
- 『기숙사 (Le Foyer), 1908.

### 논픽션
- Lettres de l'Inde (1991).
- Combats esthétiques (1993).
- Combats littéraires (2006).